# Eichkögl
Eichkögl là một đô thị thuộc huyện Feldbach trong bang Steiermark, nước Áo. Đô thị Eichkögl có diện tích 14,89 km², dân số cuối năm 2005 là 429 người.